# Un, dos, tres... al escondite inglés
Un, dos, tres... al escondite inglés fue la primera película del realizador Iván Zulueta.

## Argumento
Un grupo de aficionados a la música pop anglosajona, propietarios de una tienda de música, deciden boicotear la canción que representa a España en un certamen llamado Mundocanal (parodia de los festivales musicales de la época, como Eurovisión). Recurren a diversas estratagemas para que no acudan al festival los grupos seleccionados para interpretar la canción seleccionada, "Mentira mentira".

## Detalles de rodaje
Iván Zulueta diseñó, fabricó, y pintó los decorados además de crear el grafismo y la cartelería. Debido al cierre de la Escuela Oficial de Cine, Iván Zulueta no estaba sindicado e inscrito como director de modo que en el estreno José Luis Borau (mentor y productor) figuraba como director. Al igual que Iván, gran parte del equipo era de la EOC; incluido Jaime Chávarri. Gran parte del guion era escrito ad hoc por Jaime Chávarri de un día para otro. El personaje interpretado por Ramón Pons iba a ser interpretado en un inicio por Antonio Gasset (por esa razón, ese personaje se llama Gasset). La película tuvo problemas para estrenarse en 1969, viendo la luz finalmente en 1970.

## Premios y nominaciones
25.ª edición de las Medallas del Círculo de Escritores Cinematográficos
| Categoría        | Nominados     | Resultado |
| ---------------- | ------------- | --------- |
| Mejor fotografía | Luis Cuadrado | Ganador   |

- Proyectada en el Festival de Cannes en 1970 (Cannes, Francia).